# Max Garrison

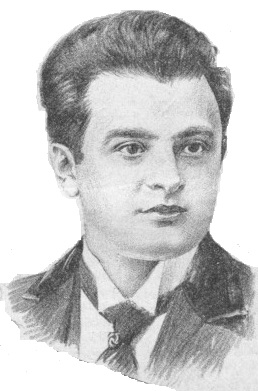
Max Garrison (1899)

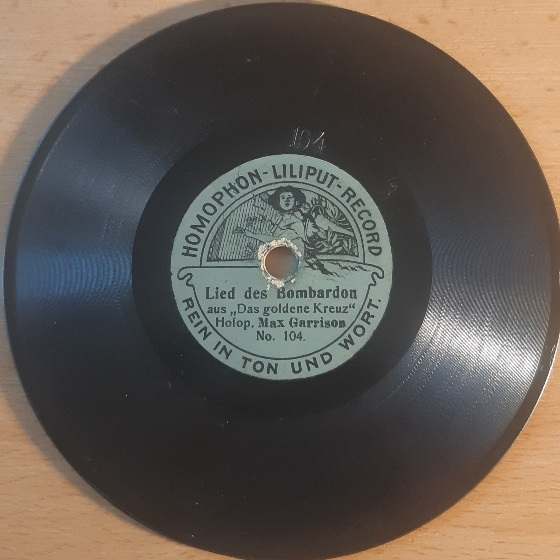
12-cm-Schallplatte von Max Garrison (Berlin 1905)

Max Garrison (* 18. April 1867 in New York City als Max Gerson; † 14. Juli 1927 in Berlin) war ein deutscher Opernsänger in der Stimmlage Bariton.

## Leben
Garrison studierte Violine und begann seine musikalische Laufbahn als Geiger im Orchester der Metropolitan Opera New York. Nachdem seine schöne Stimme aufgefallen war, begann er 1890 ein Gesangsstudium am Konservatorium von Dresden als Schüler von Gustav Scharfe. Er debütierte am Stadttheater von Elberfeld, wo er 1893–96 engagiert war. Nach Gastauftritten u. a. in Breslau erhielt er 1896 ein Engagement an der Wiener Hofoper, danach ab 1898 am Opernhaus Graz. 1900 trat er am Theater an der Wien in Operetten auf. 1901–02 wirkte er in einer Russland-Tournee mit einem Wiener Operettenensemble mit. Später zog er nach Berlin, wo er als Konzertsänger und Gesangspädagoge wirkte. 1906 übernahm er die Direktion des Berliner Lortzing-Theaters (vormals Belle-Alliance-Theater); nach dessen Konkurs führte er es ab 1908 in Eigenregie als Privattheater weiter.
In den Jahren 1905 bis 1908 entstanden viele Schallplattenaufnahmen, die Garrisons Stimme dokumentieren, auf den Labels Odeon, Favorite, Homophon, Lyrophon und Columbia, ferner zwei Edison-Amberol-Zylinder.
Garrison war der Bruder des Schauspielers Robert Garrison und der Großvater der Journalistin Lea Rosh.